# ボックス (2007年の映画)
『ボックス』（原題：The Cellar Door）は、2007年に公開されたアメリカ映画。日本では劇場未公開で、2008年にDVDが発売された。

## ストーリー
中年男のハーマンは、誘拐した女性を自宅にある木でできた手製の檻の中に監禁していた。その女性ジェニファーが逃げ出し、彼女は助けを求めにいくがハーマンに捕まり殺害される。
ジェニファーを埋めたハーマンは、次の監禁する女性を探しにスーパーに行き、2人組の女性に目をつける。その後家まで尾行し、ゴミ箱から名前が書かれた郵便物を持ち帰る。そしてルディという女性を監禁することに決め、その夜、泥酔して帰宅したルディの家に忍び込み彼女を誘拐する。
ハーマンは、監禁したルディを暴行するわけでもなく、日々の世話をしながら、彼女に自分と話をすることを要求する。ルディは、何とかして檻から脱出しようと、ハーマンに色仕掛けをしたり、理由をつけて扉を開けさせようとするが、彼はとても警戒心が強く、用事はすべて扉越しで済ませていた。一方ルディの友人クリスタは、行方不明になった彼女を心配し、警察に電話するが取り合ってくれず、1人で町に張り紙を貼って回る。

## キャスト
| 役名         | 俳優                       | 日本語吹替 |
| ------------ | -------------------------- | ---------- |
| ハーマン     | ジェームズ・デュモン       | 江原正士   |
| ルディ       | ミシェル・トムリンソン     | 本田貴子   |
| ウェンディ   | アニー・コフィー           | ちふゆ     |
| クリスタ     | ヘザー・スクーニアーズ     | 山門久美   |
| ジェニファー | クリスティーナ・レイノルズ | 新田万紀子 |
| 男性宣教師   | アルジャーノン・ダマッサ   | 井田国男   |

## スタッフ
- 監督：マット・ゼテル
- 製作：ヒラリー・シックス、マット・ゼテル
- 製作総指揮：アミ・アーチー、マーシー・レヴィタス・ハミルトン、ストラスフォード・ハミルトン、クリストファー・ネルソン、ヒラリー・シックス
- 脚本：クリストファー・ネルソン
- 撮影：スカイ・ボーグマン
- 編集：フランクリン・ピーターソン
- 吹替プロデューサー：轟久光
- 吹替演出：諏訪優一
- 吹替翻訳：河村里栄
- 吹替調整：岡亨
- 吹替製作：ネクシード/アクシー